# Тютьково (Мордовия)
Тютьково — посёлок Ковылкинского района Республики Мордовия в составе Красношадымского сельского поселения.

## География
Находится на расстоянии примерно 18 километров по прямой на юг-юго-восток от районного центра города Ковылкино.

## История
Основан в начале 1930-х годов переселенцами из села Шадым, название по фамилии первопоселенцев.

## Население
Постоянное население составляло 25 человек (мордва-мокша 80 %) в 2002 году, 10 в 2010 году.